# Stadion Miejski im. Mirosława Mularczyka w Oleśnicy
Stadion Miejski im. Mirosława Mularczyka – wielofunkcyjny stadion w Oleśnicy, w Polsce. Został otwarty w 1925 roku. Może pomieścić 3000 widzów. Swoje spotkania rozgrywają na nim piłkarze klubu Pogoń Oleśnica.
Obiekt został otwarty w 1925 roku w niemieckiej wówczas Oleśnicy (Oels). Początkowo wybudowano boisko z bieżnią i niewielką, zadaszoną trybuną po stronie południowo-zachodniej, która znajduje się na stadionie do dziś. Stadion powstał dzięki miejskiemu programowi aktywizacji bezrobotnych. Od 1945 roku gospodarzem areny jest Pogoń Oleśnica. W sezonie 1994/1995 klub ten występował w II lidze. W latach 2013–2016 przeprowadzono na obiekcie szereg prac modernizacyjnych, m.in. położono tartanową bieżnię lekkoatletyczną. W 2019 roku nadano stadionowi imię Mirosława Mularczyka, wieloletniego piłkarza Pogoni Oleśnica.